# Indigofera complanata
Indigofera complanata är en ärtväxtart som beskrevs av Spreng.. Indigofera complanata ingår i släktet indigosläktet, och familjen ärtväxter. Inga underarter finns listade i Catalogue of Life.